# Syphrea nana
Syphrea nana är en skalbaggsart som först beskrevs av George Robert Crotch 1873.  Syphrea nana ingår i släktet Syphrea och familjen bladbaggar. Inga underarter finns listade i Catalogue of Life.